# Vlotteren
Vlotteren is het laten overstromen van de carburateur(s) door via de vlotterpen de vlotter naar beneden te drukken. 
De motor krijgt daardoor een rijker brandstofmengsel, nodig voor de koude start. Vlotteren is tegenwoordig niet meer nodig; het is sinds lange tijd vervangen door de choke, die met de moderne brandstofinjectie-systemen ook weer is verdwenen.